# Waipoua hila
Waipoua hila är en spindelart som beskrevs av Forster och Norman I. Platnick 1985. Waipoua hila ingår i släktet Waipoua och familjen Orsolobidae. Inga underarter finns listade i Catalogue of Life.